# Zemplínska Široká
Zemplínska Široká je obec na Slovensku v okrese Michalovce.

## Dějiny
Tento název obec nese od roku 1961. Tehdy byly sloučeny dvě tolikrát samostatné obce Rebrín a Krášok.

## Kultura a zajímavosti

### Památky
- Řeckokatolický kostel sv. Petra a Pavla, jednolodní pozdně stavba s půlkruhovým ukončením presbytáře a věží tvořící jeho součást z roku 1802. Donátorem chrámu byl hrabě Peter Sirmai. Obnovou prošel v roce 1920. V interiéru se nachází neorokokový ikonostas z poslední třetiny 19. století. Fasády chrámu jsou členěny lizénami a segmentově ukončenými okny se šambránami. Věž vyrůstá ze štítového průčelí ve formě rizalitu. Je členěna pilastry, dekorovaná nárožními zkoseními a ukončena korunní římsou s terčíkem a hodinami a barokní helmicí s laternou.

- Pravoslavný chrám Přesvaté Bohorodičky, centrální historizující stavba na půdorysu řeckého kříže z roku 1929–1934. V interiéru chrámu se nachází ikonostas od ikonopisce Josifa Popoviče z Ižského monastýru na Podkarpatské Rusi. Věž chrámu je členěna kordonovými římsami a ukončena osmiúhelníkovou štítovou nadstavbou s atypickou cibulovou helmicí.

## Osobnosti obce

### Rodáci
- Joseph Hertz (1872–1946), vrchní rabín Spojeného království Velké Británie a Severního Irska (rodák z Rebrin)